# دينسيل ثيوبولد
دينسيل ثيوبولد (بالإنجليزية: Densill Theobald)‏ (مواليد 27 يونيو 1982 في بورت أوف سبين) لاعب كرة قدم ترينيدادي دولي يجيد اللعب في خط الوسط . يلعب حاليا لصالح نادي كاليدونيا الترينيدادي من سنة 2008 .

## روابط خارجية
- دينسيل ثيوبولد على موقع الاتحاد الدولي (مؤرشف)  (الإنجليزية)
- دينسيل ثيوبولد على موقع قاعدة بيانات كرة القدم.إي يو (الإنجليزية)
- دينسيل ثيوبولد على موقع ناشيونال فوتبول تيمز (الإنجليزية)
- دينسيل ثيوبولد على موقع Soccerway.com (الإنجليزية)